# 1577
- Wikisource

| Calendário gregoriano                                                        | 1577 MDLXXVII                                        |
| Ab urbe condita                                                              | 2330                                                 |
| Calendário arménio                                                           | 1026 – 1027                                          |
| Calendário bahá'í                                                            | -267 – -266                                          |
| Calendário budista                                                           | 2121                                                 |
| Calendário chinês                                                            | 4273 – 4274 Início a 19 de janeiro (aproximadamente) |
| Calendário copta                                                             | 1293 – 1294                                          |
| Calendário etíope                                                            | 1569 – 1570                                          |
| Calendários hindus - Vikram Samvat - Calendário nacional indiano - Cáli Iuga | 1632 – 1633 1498 – 1499 4677 – 4678                  |
| Calendário Holoceno                                                          | 11577                                                |
| Calendário islâmico                                                          | 985 – 986                                            |
| Calendário judaico                                                           | 5337 – 5338                                          |
| Calendário persa                                                             | 955 – 956                                            |
| Calendário rúnico                                                            | 1827                                                 |
| Calendário solar tailandês                                                   | 2120                                                 |

1577 (MDLXXVII, na numeração romana) foi um ano comum do século XVI do Calendário Juliano, da Era de Cristo, e a sua letra dominical foi F (52 semanas), teve início a uma terça-feira e terminou também a uma terça-feira.
| Ano completo                       |
| ---------------------------------- |
| Ano comum com início à terça-feira |

## Eventos
- Reedificação do Convento de Santa Clara na vila da Ribeira Grande, ilha de São Miguel, Açores.
- Chegada à Angra do novo bispo de Angra D. Pedro de Castilho.
- 21 de Março - Confirmação, por mercê, da doação da capitania de Angra a Manuel Corte Real.
- 30 de Março - Concessão aos Angrenses dos privilégios dos habitantes da cidade do Porto.
- Publicação de "Duas Viagens ao Brasil", livro de Hans Staden e um dos primeiros registro sobre o Brasil.

Auto-retrato de Peter Paul Rubens, com uma grande chapéu (1628-1630).

## Nascimentos
- 28 de Junho - Peter Paul Rubens, pintor flamengo (m. 1640).
- 8 de Setembro - Otto van Heurn, médico, teólogo e filósofo holandês (m. 1652).
- Rodrigo da Cunha, arcebispo de Lisboa, que teve um papel muito importante na Restauração da Independência de Portugal (m. 1643).

## Mortes
- 1577 - Hartmann Beyer, matemático, teólogo e reformador alemão (m. 1516).

## Por tema
- 1577 no Brasil